# Mulz von Waldau

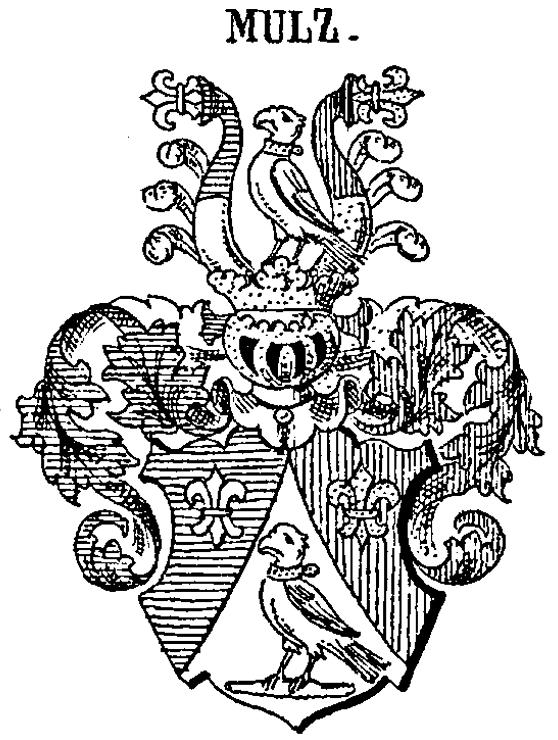
Gebessertes Wappen der Mulz von 1541 in Siebmachers Wappenbuch (1886)

Mul(t)z von Walda(u) war der Name eines böhmischen und oberpfälzischen Adelsgeschlechts. Es ist zu unterscheiden von den Waldow.

## Geschichte
Vermutlich stammte das Rittergeschlecht von den im 14. Jahrhundert erwähnten „Masauer von Valdov“ ab. 1540 erwirkte Georg Mulz eine Adelskonfirmation bzw. die Bestätigung seines Ritterstandes, sowie eine Wappenbesserung. 1555 erscheint Georg Mulz als Bürgermeister und Rat von Schlaggenwald. 1545 wurde er mit dem Stammgut Wallhof, auch Waldau, im Schönbacher Ländchen belehnt, welches bis 1849 in Familienbesitz verblieb. Das Dominium bestand Mitte des 19. Jahrhunderts aus Vorder- und Hinter-Wallhof. Ursprünglich waren die Güter böhmisch-deutsche Kronlehen, vom böhmischen König verliehen, außerhalb der Grenzen des alten Königreichs Böhmen. Vor der Aufhebung der Patrimonialgerichtsbarkeit im Kaisertum Österreich 1849, unterstand die reale Jurisdiktion sowie das adelige Richteramt erster Instanz, als sogenannte deutsche Lehensschranne, dem k. k. Appellationsgericht. 1571 erscheint Zacharias Mulz als Eigentümer von Waldau, bzw. Wallhof, Ebmeth und Schönbach. Am 27. April 1577 erhielt Wolf Multz den böhmischen Vladiken-Stand. Während der Amtszeit Kaiser Ferdinand III. bekleidete 1647 Georg Fabian Mulz von Waldau das Amt des Kreishauptmanns von Elbogen. 1655 gehörte Georg Fabian Mulz auch der Ort Grassengrün, darauf folgte als Besitzer sein Sohn Heinrich Ernst. Auf Initiative der Grundherren Hans Andreas, Adam, Christian und Ernst Wilhelm Mulz von Waldau erhielt die bis dahin von Maria Kulm aus verwaltete Kreuzerhöhungskirche von Neukirchen einen eigenen Priester. 1717 besaß Wolfgang Georg Mulz von Waldau das Gut Ronsberg, 1756 Josepha Eleonora Maria Anna Mulz von Waldau, geb. Gräfin von Metternich das Gut Aich, darauf bis 1781 Julius Heinrich Mulz von Waldau, sowie 1768 Joseph Anton Mulz von Waldau die Herrschaft Königsberg. 1751 leisteten Joseph Anton Mulz von Waldau und Johanna Dorothea geb. von Zedtwitz, verwitwete Mulz von Waldau den Leheneid auf Wallhof.
Georg Ernst Mulz von Waldau auf Waldhof († 1747) fungierte als k. k. Rat, Oberinspektor und Bergdirektor über die oberungarischen Kupferbergwerke, verheiratet mit Johanna Theodora Francisca von Zettwitz (* 10. September 1708). Er starb in Oberungarn und wurde dort in Schmöllnitz begraben. Mitte des 18. Jahrhunderts war Georg Albrecht Mulz von Waldau, Herr auf Kulmain und ein Teil der deutschen Lehngüter Wall- und Neuhof und seine Brüder Philipp Heinrich Mulz von Waldau k. k. Leutnant, sowie Carl Mulz von Waldau, Diener am Hof des Joseph Ernst Fürst von Fürstenberg. Anton Multz de Walda (* 19. November 1738 in Schmöllnitz) trat 1752 in die österreichische Armee ein. 1788 kommandierte er als Major eine Division im Erzherzog Leopold Husaren-Regiment in Siebenbürgen und zeichnete sich in Folge bei der Verteidigung des Vulkanpasses aus. Am 26. September 1790 wurde den Brüdern Franz Ferdinand und Heinrich Mulz von Waldau und deren Vetter Emanuel Ladislaus vom kurpfälzischen Reichsvikariat der Freiherrenstand verliehen. 1792 gründete Franz Mulz von Waldau in Wallhof ein Armeninstitut. 1825 war das Gut Walhof je zur Hälfte in Besitz von Freiherr Franz und Freiherr Emanuel Mulz von Waldau. Vermutlich vor Anfang des 20. Jahrhunderts starb das Geschlecht im Mannesstamm aus.

## Besitz

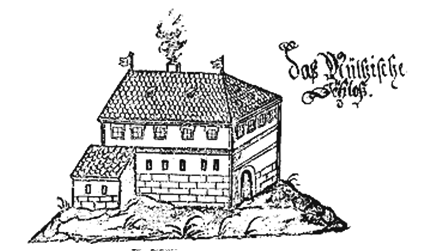
Das Mültzische Schloss Kulmain nach einem Urbarium von 1761

- Aich
- Brenndorf
- Grassengrün
- Ebmeth
- Kulmain
- Schönbach
- Wallhof

## Wappen
- Blasonierung des Stammwappens: In Rot auf einer querliegenden goldenen Astgabel, die auswärts mit je zwei Stummeln versehen ist, ein grüner Sittich mit rotem Schnabel und Füßen und goldenem Halsring. Auf dem Helm mit rot-goldenen Helmdecken der Sittich.[17]
- Blasonierung des gebesserten Wappens von 1540: Mit silberner Spitze von Blau und Rot gespalten, in der Spitze auf einer Astgabel ein Sittich. Auf dem gekrönten Helm mit rechts blau-silbernen und links rot-goldenen Decken der Sittich.[17]
- Blasonierung des gebesserten Wappens von 1541: Mit silberner Spitze von Blau und Rot gespalten, in der Spitze auf einer Astgabel ein Sittich, vorne eine silberne, hinten eine goldene Linie. Auf dem gekrönten Helm mit rechts blau-silbernen und links rot-goldenen Decken der Sittich zwischen zwei Büffelhörnern, das rechte Horn von Blau und Silber, das linke von Rot und Gold geteilt, jeweils außen mit drei silbernen Straußenfedern und das Mundloch mit einer Linie besteht, die rechte silbern, die linke golden.[17]
- Blasonierung des Freiherrenwappens von 1790/1: Schild durch eine eingebogene, bis oben reichende silberne Spitze, darin auf grünem Dreiberg eine auf drei Stelzen befestigte nach links offene balkenweis gestellte Astgabel, darauf ein natürlicher Falke (oder Sittich) sitzend, von Blau und Rot gespalten, vorne mit einer silbernen, hinten mit einer goldenen Lilie belegt. Auf dem Schild die Freiherrenkrone, darauf mit rechts blau-silbernen und links rot-goldenen Decken ein gekrönter Helm, darauf der Falke (oder Sittich) zwischen zwei Büffelhörnern, rechts von Blau und Silber, links von Rot und Gold geteilt, jeweils außen mit drei kleinen silbernen Straußenfedern und die Mundöffnungen rechts mit einer silbernen, links mit einer goldenen Lilie besteckt.[1]

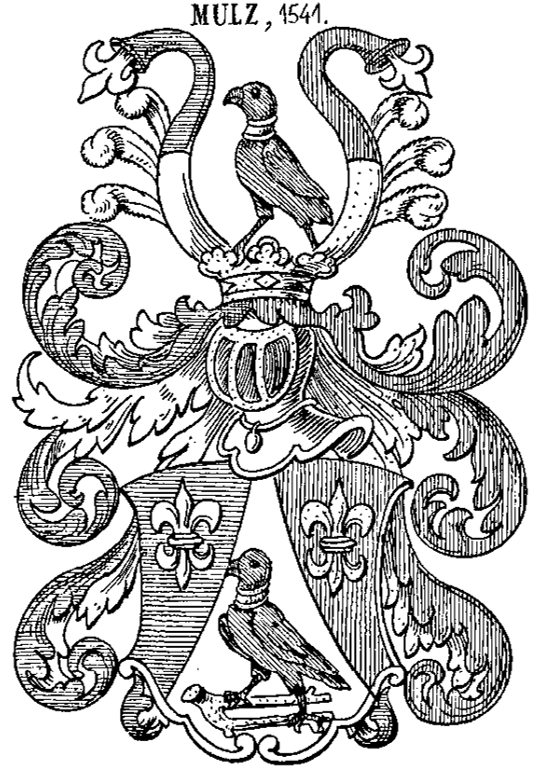
Gebessertes Wappen der Mulz 1541 in Siebmachers Wappenbuch (1911)
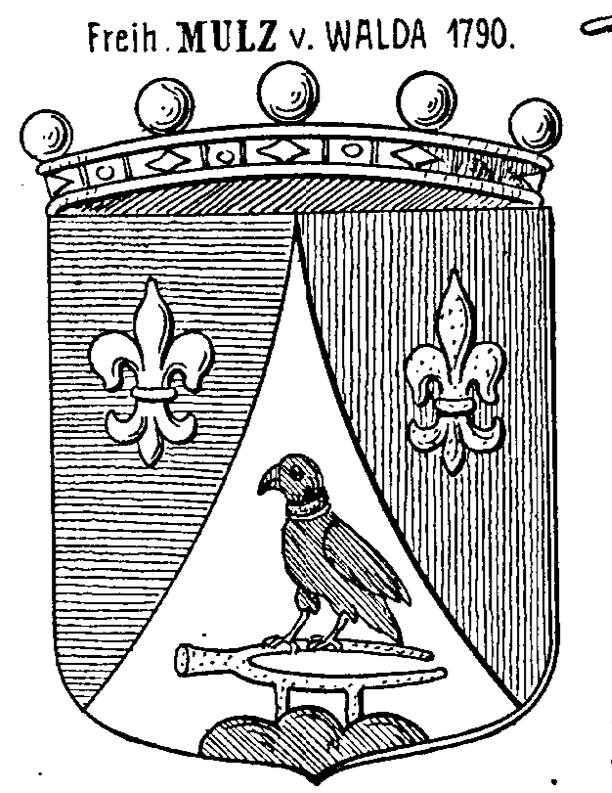
Wappen der Freiherren von Mulz von Walda 1790 in Siebmachers Wappenbuch (1911)
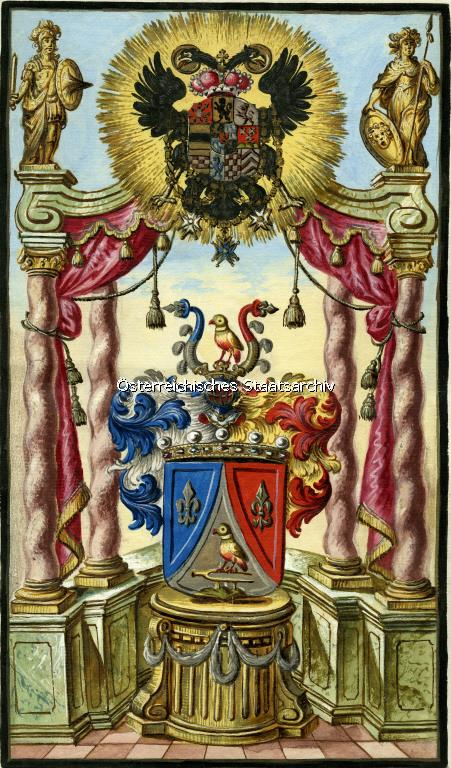
Wappen der Freiherren Multz von Walda 1791 im Österreichischen Staatsarchiv

Möglicherweise waren die Mulz von Waldau stamm- jedoch nicht wappenverwandt mit den Mulz von und zu Ober-Schönfeld, deren Wappen war: Feld in Gold und Schwarz quergeteilt, darauf ein auf der linken Seite geflügeltes Einhorn in verwechselter Tinktur.

## Persönlichkeiten
- Benedikt Mulz von Walda, 1569 Hauptmann der Herrschaft Spremberg[18]
- Georg Mulz von Waldau, 1555 Rat und Bürgermeister von Schlaggenwald
- Georg Albrecht Mulz von Waldau, 1618 kaiserlicher Kommissar[19]
- Georg Ernst Mulz von Waldau auf Waldhof († 1747), k. k. Rat, Oberinspektor und Bergdirektor über die oberungarischen Kupferbergwerke[20]
- Georg Fabian Mulz von Waldau, 1647 Hauptmann des Elbogener Kreises
- Hans Fabian Mulz von Waldau, böhmischer Chronist